# Mike Tomczak
Michael John Tomczak, detto Mike (Calumet City, 23 ottobre 1962), è un allenatore di football americano ed ex giocatore di football americano statunitense che ha giocato nel ruolo di quarterback per sedici stagioni nella National Football League (NFL). Tomczak non fu scelto nel Draft NFL 1985 ma firmò coi Chicago Bears. Al college ha giocato a football all’Università statale dell'Ohio.
Attualmente è il coordinatore offensivo dei Pittsburgh Power della Arena Football League.

## Carriera professionistica

### Chicago Bears
Tomczak non fu scelto nel corso del Draft 1985 ma successivamente firmò come free agent con i Chicago Bears. Nella sua stagione da rookie disputò 6 partite, nessuna delle quali come titolare. I Bears giunsero fino al Super Bowl XX il 26 gennaio 1986, e Mike entrò nel corso del quarto periodo nella vittoria 46-10 sui New England Patriots per un infortunio di Jim McMahon al polso.
Tomczak stabilì un record NFL vincendo le sue prime 10 gare giocate come titolare a Chicago, superando il vecchio primato del giocatore dei Pittsburgh Steelers Mike Kruczek. Questo record fu in seguito superato da un altro quarterback degli Steelers, Ben Roethlisberger.
Nel 1988, Tomczak fu il titolare dei Bears nel celebre "Fog Bowl", una gara di playoff contro i Philadelphia Eagles vinta dai Bears che permise alla squadra la finale della NFC.
Mike giocò coi Bears fino al 1990 partendo 31 volte come titolare, lanciando 31 touchdown e subendo 47 intercetti.

### Pittsburgh Steelers
Dopo aver trascorso un anno coi Green Bay Packers e un altro ai Cleveland Browns, Mike firmò coi Pittsburgh Steelers e rimase sette stagioni con la squadra, partendo come titolare per quasi tutta la stagione 1996 e guidando la squadra ai playoff. Nelle sue ultime tre stagioni con la squadra giocò come titolare solo occasionalmente
Dopo che il suo contratto con Pittsburgh non fu rinnovato, egli firmò coi Detroit Lions nel 2000 ma si ruppe la tibia destra nella gara di pre-stagione contro gli Oakland Raiders. Dopo essere stato costretto a saltare l'intera annata, Mike si ritirò dal football, l'ultimo giocatore rimanente della squadra dei Bears del 1985.

## Vittorie e premi
- Super Bowl : 1

Chicago Bears: Super Bowl XX
- National Football Conference Championship: 1

Chicago Bears: 1985
- American Football Conference Championship: 1

Pittsburgh Steelers: 1995

## Statistiche
| Yard lanciate     | 16.079 |
| Touchdown         | 88     |
| Intercetti subiti | 106    |
| Passer rating     | 68,9   |